# Konrad Peutinger
Konrad Peutinger, nemški humanist, antikvar in diplomat, *14. oktober 1465, Augsburg, † 28. december 1547.
Rojen je bil v Augsburgu na Bavarskem, ki se je tedaj imenoval z latinskim imenom Augusta Vindelicum, a študiral je v Bologni, Padovi in Rimu. Cesar Maksmilijan ga je imenoval za dvornega svètnika. Zaslovel je kot antikvar, ko je s pomočjo prijateljev zbral eno največjih knjižnic tedanje Evrope. Leta 1497 je bil imenovan za mestnega zgodovinarja in kot tak je preučil in prevedel več starorimskih napisov in listin. Med drugim je leta 1515 priobčil Jordanesovo delo De origine actibusque Getarum in Diaconovo Historia Langobardorum.
Njegovo ime je ostalo povezano s Tabulo Peutingeriano, ki je njegov prepis zemljevida v rabi pri rimski pehoti v prvih stoletjih našega štetja.